# Numeració romana
La numeració romana és un sistema de numeració que es va desenvolupar a l'antiga Roma i es va utilitzar en tot l'Imperi Romà, mantenint-se amb posterioritat a la seva desaparició. A partir del segle xiv, els nombres romans van començar a ser reemplaçats en la majoria de contextos pels nombres aràbics; no obstant això, aquest procés va ser gradual i l'ús de nombres romans persisteix actualment en alguns aspectes de la vida quotidiana.
Aquest sistema fa servir algunes lletres majúscules com a símbols per representar certs valors. Els nombres s'escriuen com combinacions de lletres; per exemple, 2018 s'escriu mmxviii, on cada m representa 1000 unitats, cada x representa 10 unitats, cada v representa cinc unitats, i cada i simbolitza una unitat.
Està basat en la numeració etrusca, la qual (a diferència de la numeració decimal que està basada en un sistema posicional) es basa en un sistema additiu (cada signe representa un valor que va sumant a l'anterior). Posteriorment, la numeració romana va evolucionar a un sistema substractiu, en el qual alguns signes en lloc de sumar, resten; per exemple, 4 a la numeració etrusca es representava com IIII (1 + 1 + 1 + 1 = 4), mentre que en la numeració romana moderna es representa com IV (resta 1 a 5 = 4).

## Símbols
La taula següent mostra els set símbols vàlids en el sistema dels nombres romans i les seves equivalències en el sistema decimal: 
| Símbol | Valor decimal | Nom en llatí                | Origen                                                             |
| ------ | ------------- | --------------------------- | ------------------------------------------------------------------ |
| i      | 1             | VNVS (ūnus)                 | Del símbol etrusc per a 1: I                                       |
| v      | 5             | QVINQVE (quinque)           | Evolució del símbol etrusc per a 5: Λ → V                          |
| x      | 10            | DECEM (decem)               | Del símbol etrusc per a 10: X                                      |
| l      | 50            | QVINQVAGINTA (quinquaginta) | Evolució del símbol etrusc per a 50: Ψ → ᗐ → ⊥ → L                 |
| c      | 100           | CENTVM (centum)             | Primera lletra de la paraula llatina CENTVM                        |
| d      | 500           | QVINGENTI (quingenti)       | D és la meitat de Φ (evolució del símbol etrusc per a 1000: ⊕ → Φ) |
| m      | 1000          | MILLE (mille)               | Primera lletra de la paraula llatina MILLE                         |

L'ús de majúscules en els nombres romans es deu al fet que l'alfabet llatí només tenia, al principi, lletres majúscules.

## Història

### Antecedents
Quan es va fundar la ciutat estat de Roma, el Mediterrani de l'est d'Itàlia ja havia conegut diverses civilitzacions alfabetitzades avançades, com l'antic Egipte, Fenícia, Minos, Micenas i diverses altres a Àsia Menor i Xam. Aquestes civilitzacions van influir els romans directament o indirectament, com ara en l'alfabet (a través dels etruscs).
La semblança més òbvia entre els números romans i els sistemes de nombres més antics és l'ús de 10 com a base, en lloc de 60 (com s'havia usat a Mesopotamia durant un mil·lenni) o 20. Aquesta elecció sembla haver estat feta a través de la majoria d'Eurasia, inclosa l'Índia i la Xina.
El sistema de numeració de l'Antic Egipte tenia un símbol no fonètic diferent per a cada potència de deu (de manera que, com els romans, no necessitaven un símbol per a zero). No obstant això, va repetir aquest símbol fins a nou vegades per obtenir els dígits de l'1 al 9. Els antics egipcis no tenien símbols separats per a 5, 50, etc. El símbol per a 1 era un traç vertical i el de 10 era , però les potències superiors van ser denotades per jeroglífics figuratius.
L'ús de símbols separats per a 5, 50, 500, etc., era una característica del sistema numèric de l'antiga Grècia, la numeració àtica. La notació additiva per escriure els dígits 6-9 (com el dígit 5 més els dígits 1-4) va ser també una característica d'aquest sistema. No obstant això, els símbols d'aquest últim eren les lletres de l'alfabet grec extretes dels noms d'aquests nombres (Π de ΠΕΝΤΕ per a 5, Δ de ΔΕΚΑ per a 10, Η per a 100 (la paraula grega per 100, ἑκατόν, comença per E), etc; o modificat Π com  per a 50 i  per a 500.
Els nombres àtics es van substituir més tard a Grècia pel sistema de numeració de la Grècia Clàssica, que també va utilitzar lletres per denotar nombres, com els romans, i un conjunt de lletres diferents per a cada potència de 10. No obstant això, les similituds van acabar allà. El sistema grec (aparentment pres del sistema hieràtic egipci tardà) utilitza les primeres 9 lletres de l'alfabet per codificar les unitats 1 a 9, després les següents 9 lletres per a les desenes de 10 a 90, i de manera similar per als centenars (per a això es va utilitzar un alfabet arcaic que incloïa lletres addicionals no presents en l'alfabet grec clàssic).

### Època etrusca
Roma es va fundar entre els anys 850 i 750 aC. Aleshores, la regió estava habitada per diverses poblacions que parlaven llengües diferents. Aquests van incloure diverses branques itàliques de la família indoeuropea, així com els etruscs, un poble d'origen desconegut que parlava una llengua aïllada.
En aquell moment, els etruscs eren la civilització més avançada de la regió, i els mateixos antics romans van admetre que van heretar gran part dels seus coneixements i costums. Roma estava situada al costat de l'extrem sud del domini etrusc, que cobria gran part del nord de la Itàlia central. A més dels etruscs, la població original de Roma es va obtenir presumptament principalment dels llatins i dels sabins, que només eren dos entre les diverses tribus de parla itàlica a la península.
Els nombres romans, en particular, es deriven directament dels símbols numèrics etruscs: 𐌠, 𐌡, 𐌢, 𐌣 i 8 per a 1, 5, 10, 50 i 100 (tenien més símbols per a números més grans, però no se sap quin símbol representa quin nombre). Com en el sistema bàsic romà, els etruscs escrivien afegint símbols fins a obtenir el nombre desitjat, de major a menor; per exemple, el número 87 s'escriuria 50 + 10 + 10 + 10 + 5 + 1 + 1 = 𐌣𐌢𐌢𐌢𐌡𐌠𐌠 (realment s'escriuria 𐌠𐌠𐌡𐌢𐌢𐌢𐌣 atès que l'etrusc s'escriu de dreta a esquerra).
Els símbols 𐌠 i 𐌡 s'assemblen lletres de l'alfabet etrusc, però 𐌢, 𐌣 i 8 no. Els etruscs també van utilitzar la notació subtractiva, però no com els romans. Escrivien 17, 18 i 19 com 𐌠𐌠𐌠𐌢𐌢, 𐌠𐌠𐌢𐌢 i 𐌠𐌢𐌢, reflectint la forma en què parlaven aquests números (tres (abans de) de vint, dos (abans) de vint, etc.); i de manera similar per a 27, 28, 29, 37, 38, etc. No obstant això, no escrivien 𐌠𐌡 per a 4 (o 𐌢𐌣 per a 40) i escrivien 𐌡𐌠𐌠, 𐌡𐌠𐌠𐌠 i 𐌡𐌠𐌠𐌠𐌠 per a 7, 8 i 9, respectivament.

### Època preromana i antiga Roma
Els nombres romans s'escriuen amb lletres de l'alfabet romà, però originalment provenien de lletres etrusques I, Λ, X, Ψ, 8 i ⊕, que utilitzaven per a representar 1, 5, 10, 50, 100 i 1000.

#### Hipòtesis sobre l'origen dels nombres romans

##### Marques de comptes

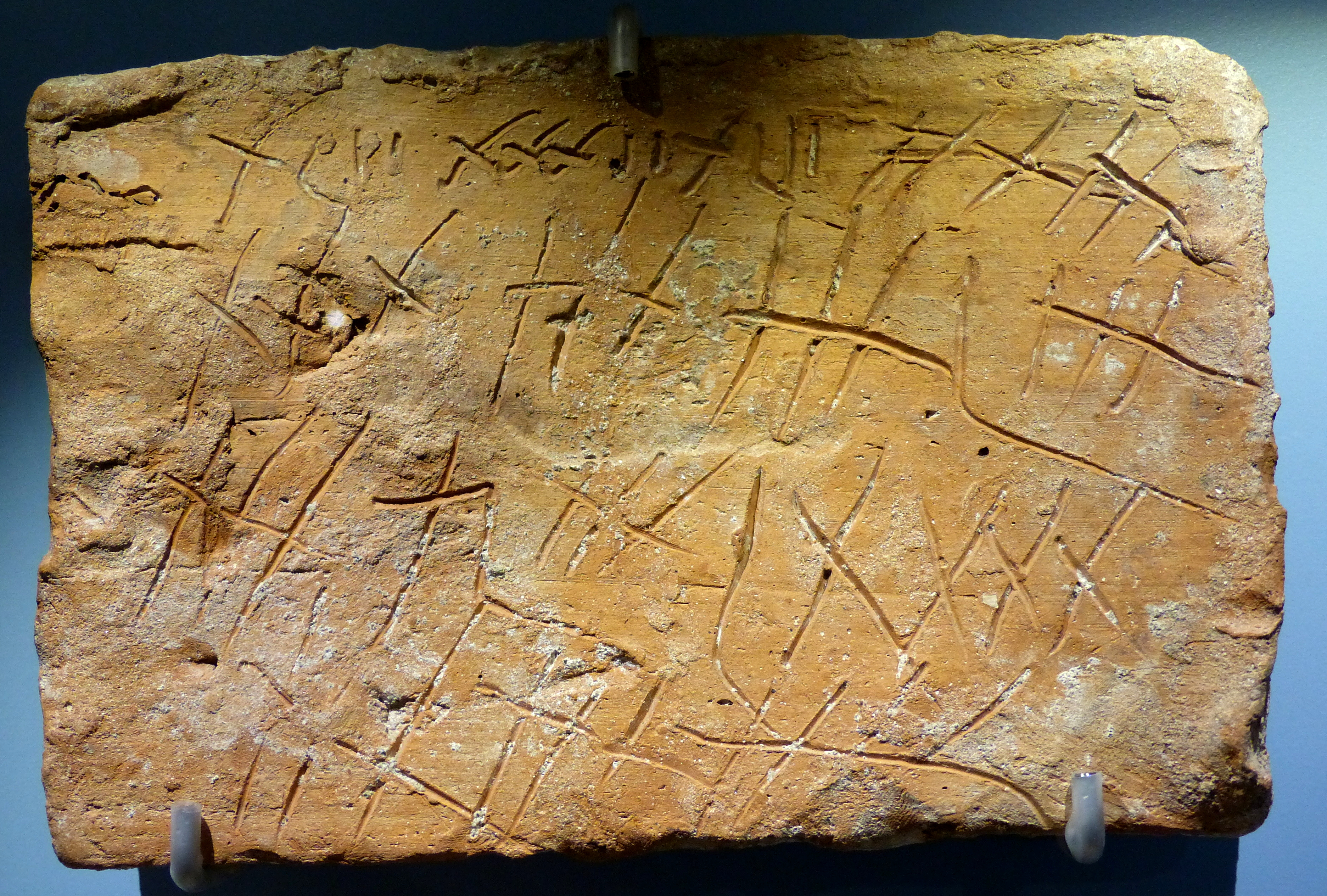
Nombres romans escrits sobre una pedra, Enns (Alta Àustria)

Una hipòtesi sobre el seu origen és que els nombres etrusco-romans deriven de marques tallades pals de recompte (com l'os d'Ishango), que van seguir utilitzant els pastors italians i dàlmates fins al segle xix.
D'aquesta manera, i no prové de la lletra (i), sinó d'una marca tallada al pal.
Cada cinquena marca era doblegada (⋀, ⋁, ⋋, ⋌, etc.), i cada dècima marca era ratllada (x) (és a dir, iiiiλiiiixiiiiλiiiixii...), igual que les marques europees actuals. Això va produir un sistema posicional; 8 en un pal de recompte eren vuit marques (iiiiλiii), que podria ser abreujat λiii (o viii), ja que l'existència d'un λ implica quatre marques anteriors, cosa que permetia escurçar l'escriptura de nombres grans. Per extensió, 18 era la vuitena marca després de les deu primeres, el que podria ser abreujat x i, per tant, es podia escriure xλiii. De la mateixa manera, el número 4 era la marca que havia abans de la marca doblegada λ (v), de manera que es podria escriure iiii o iλ (iv). Així, el sistema no era ni additiu ni substractiu en la seva concepció, sinó ordinal. Quan les marques es van transferir a l'escriptura, les marques es van identificar fàcilment amb les lletres romanes existents I, V i X.
La desena v al llarg del pal de recompte rebia una marca extra. Així, 50 es va escriure de diverses maneres (n, и, k, ψ, ⋔, etc.), però potser la forma més utilitzada era la superposició de v amb i (ᗐ). A l'època d'August, aquest símbol havia evolucionat a ⊥, i aviat es va identificar amb la lletra L.
De la mateixa manera, la desena x també rebia una marca extra. 100 també es va representar de diverses maneres (ж, ⋉, ⋈, h, o com qualsevol dels símbols utilitzats per a representar 50 més una marca extra). Finalment va predominar la forma ж (és a dir, una superposició de x amb i). Es va escriure de diverses maneres com >i< o ɔic, es va abreviar a ɔ o c, guanyant al final la variant c per semblar-se a la lletra C que es trobava al principi de la paraula llatina centum (cent).
La centena v (500) es representava amb un ɔ (100) superposat sobre un ⋌ o ⊢ (5) (d o ð). A l'època d'August havia evolucionat a d sota la influència gràfica de la lletra D. Una altra hipòtesi diu que un símbol alternatiu per a 1000 era ciɔ, i la meitat de mil (o cinc-cents) és representava amb la meitat dreta del símbol (iɔ), i possiblement va evolucionar fins a d.
La centena x es va encerclar. 1000 es representava ⓧ, ⊗, o ⊕, i a l'època d'August es va identificar parcialment amb l'lletra grega φ (phi). Amb el pas del temps, el símbol va canviar a ψ, ↀ i ciɔ. Aquest últim símbol va evolucionar a ∞, després a ⋈, i eventualment va canviar a m, sota la influència de la paraula llatina mille (mil).

##### Comptes amb els dits
Alfred Hooper té una hipòtesi alternativa per a l'origen del sistema numèric romà, per a nombres petits. Hooper afirma que els dígits estan relacionats amb gestos de mà per comptar. Per exemple, els números i, ii, iii, iiii corresponen a cada dit utilitzat per a comptar, i v representa la mà (cinc dits); els números del 6 al 10 es representen amb dues mans de la manera següent (mà esquerra, mà dreta): 6 = (V, I), 7 = (V, II), 8 = (V, III), 9 = (V,IIII), 10 = (V, V). x és l'encreuament de les dues mans cap amunt, formant una creu.
Una altra possibilitat és que cada i representi un dit i v representi el polze d'una mà. D'aquesta manera, els números entre 1 i 10 es poden comptar amb una mà seguint aquest ordre: i = p; ii = pA; iii = pAM; iv = IP; v = P; vi = Pp; vii = PpA; viii = PpAM; ix = IN; x = N (p = dit petit, A = anular, M = dit del mig, I = índex, P = polze, N = sense dits / altra mà). Aquest patró també es pot continuar usant l'altra mà per a les desenes, amb cada dit que representi 10 i el polze 50.

##### Símbols intermedis derivats de pocs símbols originals
Una tercera hipòtesi sobre els orígens afirma que els símbols bàsics eren i, x, c i φ (⊕), i que els intermediaris es deriven de prendre la meitat d'aquests (meitat de x és v, meitat de c és l, i meitat de φ/⊕ és d). Posteriorment, φ va ser substituït per m, la inicial de la paraula llatina mille (mil).

### Edat mitjana i Renaixement

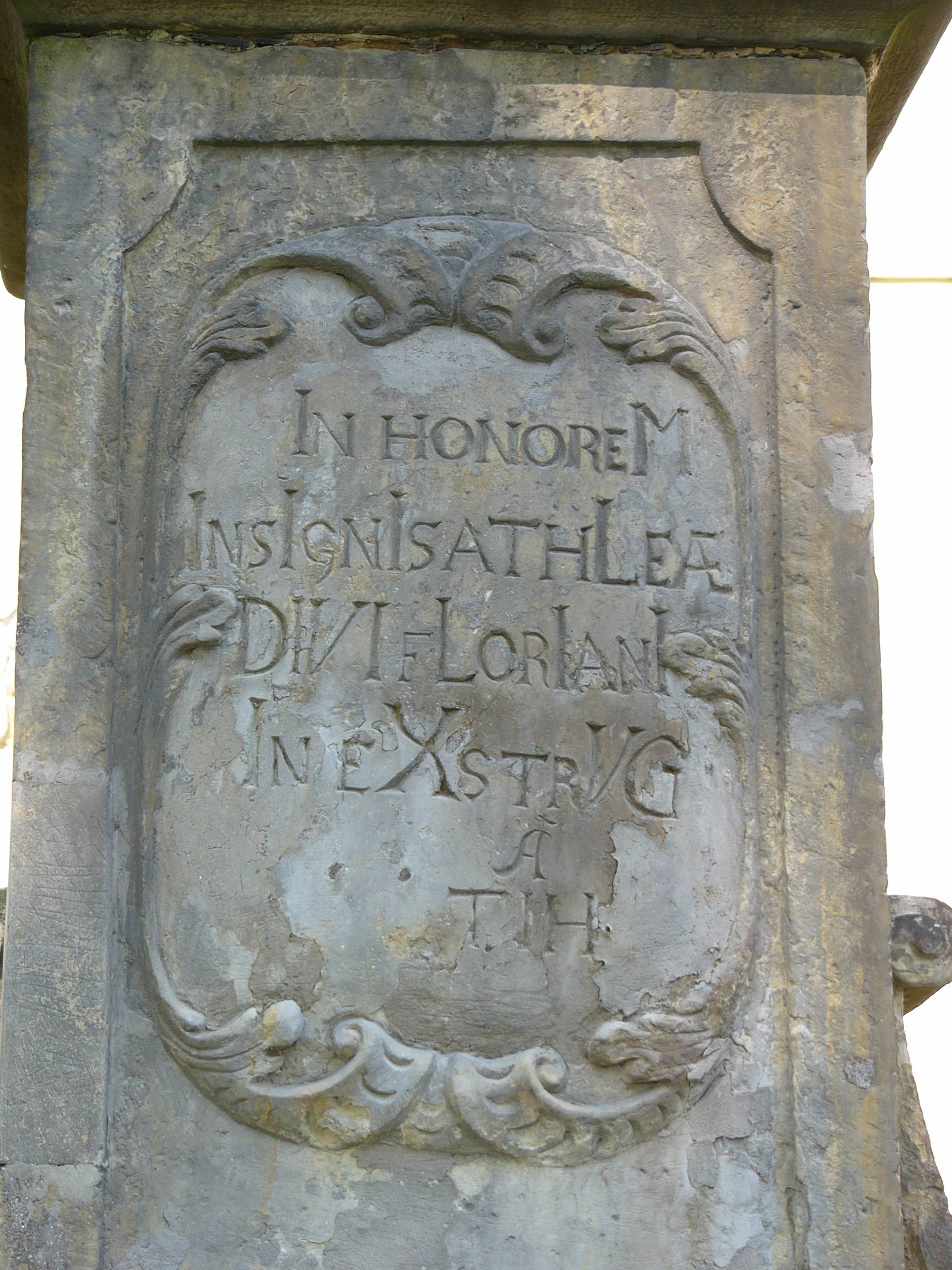
Cronograma en una estàtua al costat de l'església de Dolany (Txèquia), 1729
In honoreM·InsIgnIs athLetae·DIVI fLorIanI·IneXstrVCta
(I+M+I+I+I+L+D+I+V+I+L+I+I+I+X+V+C= 1729)

Les lletres minúscules es van desenvolupar a l'edat mitjana, molt després de la desaparició de l'Imperi Romà d'Occident i, des d'aleshores, també s'ha utilitzat versions minúscules de nombres romans: i, ii, iii, iv, etc.
A partir del segle iv, l'escriptura uncial, fàcil de traçar amb la ploma, redueix gradualment l'ús de l'escriptura quadrada o en quadrata; els números s'escriuen en minúscules com la resta del text, i les lletres majúscules són rares (ni tan sols al començament de la frase) i més aviat reservades per als títols decoratius. En el text, els nombres estan emmarcats per punts volats per distingir-los més fàcilment de les paraules (per exemple, · xxvıı · representa el número 27). Al principi, i no es ficava entre dos punts, apareixent molt més tard en l'escriptura gòtica per facilitar la distinció entre «ı», «m», «n» i «u»).
La posició d'aquests punts variava segons els escriptors (l'ús de la puntuació, i en particular la distinció del punt i la coma, no va estar ben regulat fins molt més tard), i de vegades és indistinguible de la puntuació normal; això és especialment cert per als manuscrits en català antic, occità antic, francès antic, i manuscrits medievals d'Anglaterra i el Sacre Imperi Romanogermànic. L'ús del punt volat, que sovint es va convertir en petits guionets, es troba a les inscripcions monumentals en llatí que combinen els nombres amb el text.
Més tard, quan la lletra J difereix de la lletra I, els documents oficials comencen a marcar el final d'un número romà amb una j en comptes d'una i. Atès que l'escriptura uncial encara no distingia les majúscules de les minúscules, s'escrivia vııȷ (o fins i tot · vııȷ ·) en comptes de vııı (la lletra j s'escrivia sense un punt subscrit, que apareixerà molt més tard per similitud amb la i). L'ús d'una «j» final encara s'utilitza en prescripcions mèdiques per evitar la manipulació o la mala interpretació d'un número després d'haver estat escrit. Aquesta modificació de la i final en j és també a l'origen del dígraf ij (que més tard es va convertir en una lligadura per a la majúscula IJ) que s'utilitza en neerlandès per indicar el so [ɛɪ] o [eɪ] quan és tònica i [ə] quan és àtona; de fet, en l'escriptura cursiva, el dígraf no es pot distingir fàcilment de ü. Tanmateix, l'escriptura cursiva del dígraf ij (en minúscules) és molt semblant a la de ÿ que de vegades es troba en els documents holandesos en lloc de la ligadura ij.
Els nombres en documents i inscripcions de l'Edat Mitjana a vegades inclouen símbols addicionals, que avui es diuen «numerals romans medievals». Alguns simplement substitueixen una altra lletra per a l'estàndard (com ara «a» per «v», o «q» per «d), mentre que altres serveixen com a abreviatures de nombres compostos («o» per «xi», o «f» per «xl»). Tot i que segueixen apareixent en alguns diccionaris, són molt poc utilitzats.
| Número | Abreviació medieval | Notes i etimologia                                                                                               |
| ------ | ------------------- | --- |
| 5      | a                   | S'assembla a una V al revés. També es diu que és igual a 500.                                                    |
| 6      | ϛ                   | Pot ser una lligadura de vi, o un digamma (ϝ), símbol grec per a 6 (de vegades escrit amb lligadura stigma (Ϛ)). |
| 7      | s, z                | Possiblement una abreviació de la paraula llatina septem (set).                                                  |
| 9,5    | x ̷                  | Abreviatura dels escribes, una x amb una barra inclinada. Igualment, ix ̷ representa 8,5                          |
| 11     | o                   | Possiblement una abreviació de la paraula francesa onze (onze).                                                  |
| 40     | f                   | Possiblement una abreviació de la paraula anglesa forty (quaranta).                                              |
| 70     | s                   | També podria ser 7, amb la mateixa derivació.                                                                    |
| 80     | r                   | |
| 90     | n                   | Possiblement una abreviació de la paraula llatina nonaginta (noranta) (també s'utilitza n per a nul (nullus)).   |
| 150    | y                   | Possiblement derivat de la forma de la lletra Y.                                                                 |
| 151    | k                   | Inusual, d'origen desconegut; també va ser utilitzat per a 250.                                                  |
| 160    | t                   | Possiblement una abreviació de la paraula grega tetra (quatre); 4 × 40 = 160.                                    |
| 200    | h                   | També podia valer 2 (vegeu també H, el símbol dels dupondius).                                                   |
| 250    | e                   | |
| 300    | b                   | |
| 400    | p, g                | |
| 500    | q                   | Redundant amb d; abreviació de la paraula llatina quingenti (cinq-cents).                                        |
| 2000   | z                   | |

Els cronogrames, missatges amb dates codificades en ells, es van fer populars durant l'època del Renaixement. El cronograma és una frase que conté les lletres i, v, x, l, c, d, i m. En posar aquestes lletres juntes, el lector obté un número, que normalment indica un any determinat.

### Ús modern
Al segle xi, els nombres àrabs van començar a introduir-se a Europa des d'al-Andalus, a través de comerciants àrabs i tractats aritmètics. Tanmateix, els nombres romans van ser molt persistents, romanent en l'ús comú a Occident fins als segles xiv i xv, fins i tot en registres comptables i altres registres comercials (on els càlculs reals s'havien fet utilitzant un àbac). La substitució pels seus equivalents àrabs va ser molt gradual, i els nombres romans encara s'utilitzen avui en certs contextos.
Alguns exemples del seu ús actual són:

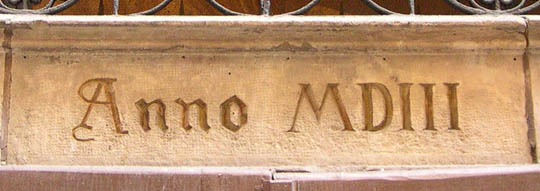
Llinda de la capella de Sant Cristòfor, Barcelona, de l'any 1503

- Noms de monarques i papes (per exemple, Elisabet II del Regne Unit, el Papa Benet XVI). Aquests nombres són anomenats «nombres regnals» i generalment es llegeixen com ordinals (per exemple, iii es pronuncia «tercer»). Aquesta tradició va començar a Europa esporàdicament a l'Edat Mitjana, i va obtenir un ús generalitzat a Anglaterra durant el regnat d'Enric VIII. Anteriorment, el monarca no era conegut pel numeral, sinó per un epítet (per exemple Pere el Catòlic). Alguns monarques (per exemple, Carles IV d'Espanya i Lluís XIV de França) semblen haver preferit l'ús de iiii en comptes de iv en la seva moneda.
- Els sufixos generacionals, especialment als Estats Units d'Amèrica, per a persones de diferents generacions que comparteixen el mateix nom (per exemple, William Howard Taft III).
- En el calendari republicà francès, iniciat durant la Revolució francesa, els anys van ser numerats per numerals romans, des de l'any i (1792) (quan aquest calendari es va introduir), fins a l'any xiv (1805) (quan va ser abandonat) (per exemple, 15 vendimiari any II).
- En les sèries de gravats, per individualitzar cada peça, especialment en sèries complementàries a la principal.
- L'any de producció de pel·lícules, programes de televisió i altres obres d'art dins del propi treball. S'ha suggerit, per part de la BBC News, que potser això es va fer originalment «en un intent de dissimular l'edat de les pel·lícules o dels programes de televisió».[11] Fora de referència al treball, s'utilitzen regularment els nombres aràbics.
- Marques d'hores en rellotges. En aquest context, 4 sovint s'escriu iiii en lloc de iv.
- L'any de construcció d'edificis, inscrit a la façana o a la pedra angular.
- Numeració de pàgines de prefacis i índex de llibres, i de vegades també d'apèndixs i annexos (en minúscules o majúscules petites).
- Volum del llibre i números de capítol, així com els diversos actes d'una obra (per exemple, Acte III, Escena 2).
- Seqüeles d'algunes pel·lícules, videojocs i altres treballs (per exemple, Rocky II, Grand Theft Auto IV).
- Esquemes que utilitzen números per mostrar relacions jeràrquiques.
- Grans esdeveniment recurrents, per exemple:
  - Els Jocs Olímpics d'Estiu i els Jocs Olímpics d'Hivern (per exemple, XXI Jocs Olímpics d'hivern, Jocs Olímpics de la XXV Olimpíada).
  - La Super Bowl, el campionat anual de la National Football League (per exemple, Super Bow XXXVII; la Super Bowl 50 va ser l'única excepció).[12]
  - WrestleMania, l'esdeveniment anual de lluita professional de la WWE (per exemple, WrestleMania XVII).

#### Disciplines específiques

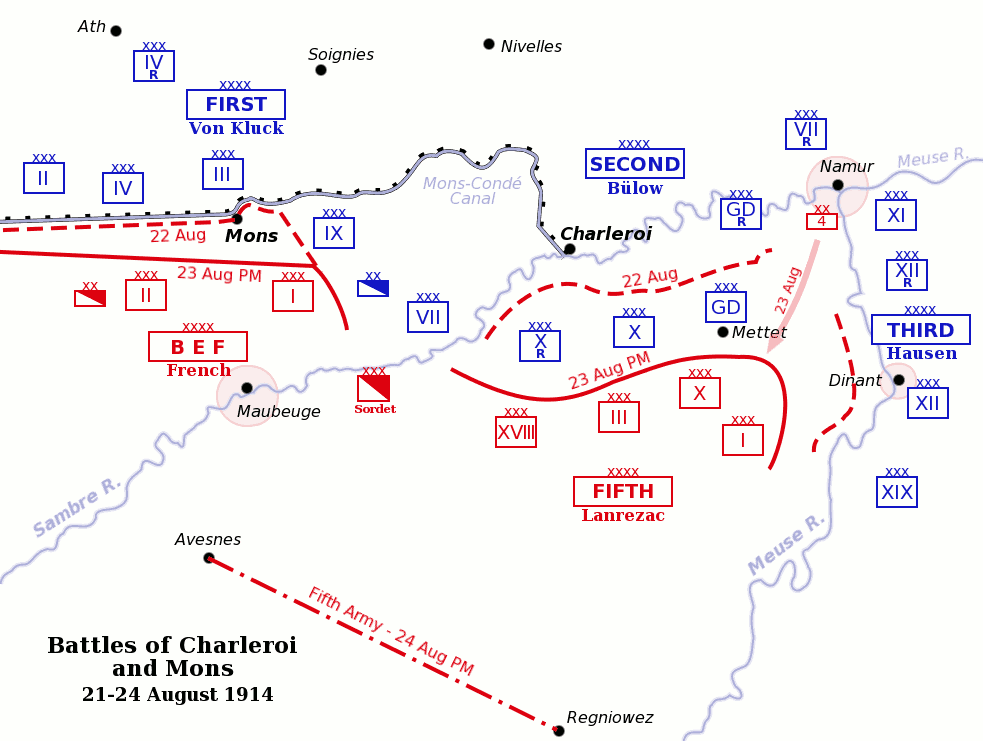
Mapa militar de la batalla de Charleroi (1914), amb els cossos d'exèrcit marcats amb nombres romans

- En astronomia, els satèl·lits naturals o «llunes» dels planetes estan tradicionalment designats per nombres romans en majúscules annexos al nom del planeta (per exemple, la designació de Tità és Saturn VI).
- En química, els nombres romans s'utilitzen sovint per denotar els grups de la taula periòdica. També s'utilitzen en la nomenclatura química dels compostos inorgànics de la IUPAC pel nombre d'oxidació dels cations que poden assumir diverses càrregues positives diferents (per exemple, òxid de manganès (VII)) També s'utilitzen per nomenar fases de cristalls polimòrfics, com el gel.
- En l'educació, els graus escolars es refereixen de vegades per un nombre romà (per exemple, a vegades s'escriu grau IX en lloc de grau 9).
- En entomologia, els brots de cicàdids periòdics de tretze i disset anys s'identifiquen amb xifres romanes.
- En matemàtiques avançades (incloent trigonometria, estadística i càlcul), quan una gràfica inclou nombres negatius, els seus quadrants es nomenen utilitzant i, ii, iii, i iv. L'ús de nombres romans per designar quadrants evita confusió, ja que els nombres aràbics s'utilitzen per a les dades reals representades en la gràfica.
- En la designació de unitats militars, els nombres romans s'utilitzen sovint per distingir entre unitats de diferents nivells. Això redueix la possible confusió, especialment quan es visualitzen mapes de nivell operatiu o estratègic. En particular, els cossos d'exèrcit sovint es numeren utilitzant els nombres romans (per exemple, American XVIII Airborne Corps), i els números aràbics s'utilitzen per a divisions (per exemple, 101a Divisió Aerotransportada) i exèrcits (per exemple, 6è Exèrcit alemany).
- En música, els nombres romans s'utilitzen en diversos contextos:
  - Sovint, els moviments es numeren utilitzant els nombres romans.
  - En la teoria de la música, els graus de les funcions tonals s'identifiquen mitjançant nombres romans (vegeu Anàlisi numèrica romana).
  - Les cordes individuals d'instruments de corda, com el violí, sovint es denoten per nombres romans, amb nombres més alts que denoten cadenes més baixes
- En farmàcia, els nombres romans s'utilitzen en alguns contextos, incloent s per denotar «la meitat» i n per dir «res».[13] (Vegeu les seccions «Zero» i «Fraccions»).
- En fotografia, els nombres romans (amb zero, 0) s'utilitzen per indicar diferents nivells de brillantor quan s'utilitza el sistema de zones.
- En sismologia, els nombres romans s'utilitzen per designar graus de l'escala de Mercalli d'intensitat de terratrèmols.
- En tarot, els nombres romans (amb zero) s'utilitzen per denotar les cartes dels Arcans majors.
- En teologia i la crítica bíblica, la Septuaginta és sovint coneguda com lxx, ja que aquesta traducció de l'Antic Testament al grec és nomenada pel llegendari nombre dels seus traductors (70, en llatí septuaginta).

#### Ús modern a Europa continental

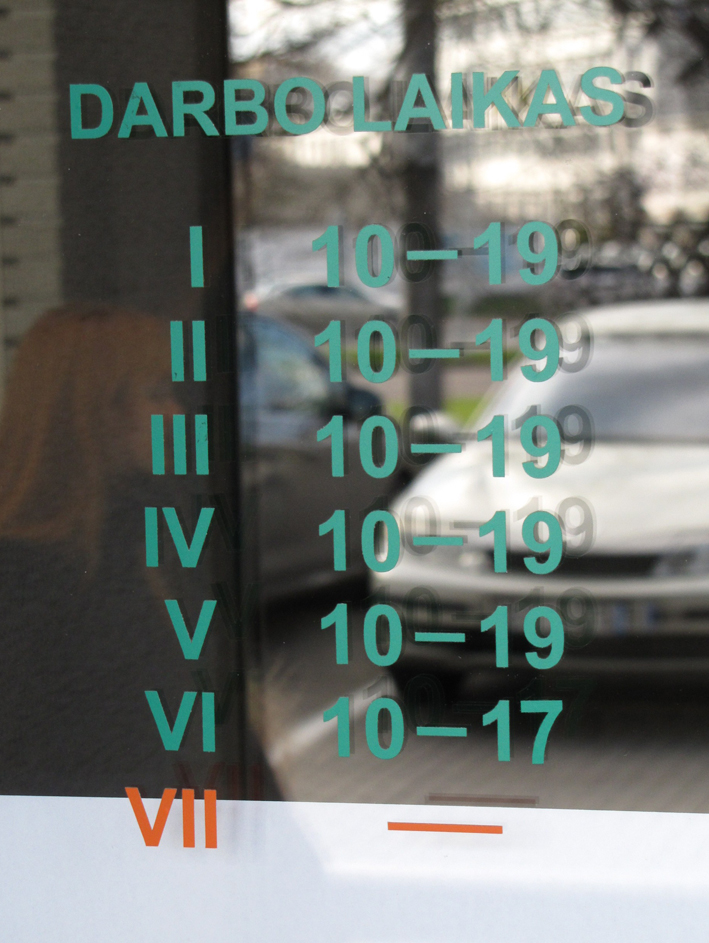
Cartell d'horari de treball en un aparador a Vilnius, Lituània

Senyal del PK 17,9 de la carretera SS4 (Via Salària), Itàlia

Alguns usos rars o mai vistos en molts països poden ser relativament comuns en algunes parts de l'Europa continental. Per exemple:
- En majúscules o majúscules petites, els nombres romans són àmpliament utilitzats en llengües romàniques per denotar segles i mil·lennis (per exemple, xviiie siècle en francès; segle xviii en català). Les llengües eslaves de Rússia també utilitzen els nombres romans (xviii век). D'altra banda, les llengües eslaves d'Europa Central, com la majoria de les llengües germàniques, escriuen en nombres aràbics amb un punt abans de la paraula local per a «segle» (per exemple, 18. Jahrhundert o 18. Jhd en alemany).
- Els nombres romans i àrabs barrejats s'utilitzen de vegades en representacions numèriques de dates (especialment en cartes formals i documents oficials, però també en làpides). El mes està escrit en nombres romans, mentre que el dia i l'any es troben en nombres aràbics (per exemple, 14-VI-1789 per a 14 de juny de 1789)
- De vegades s'utilitzen els nombres romans per representar els dies de la setmana en cartells d'horaris de treball que es mostren a les finestres o a les portes de les empreses,[14] i també de vegades en horaris de trens i autobusos. Es considera el dilluns com el primer dia de la setmana (representat per i). El diumenge està representat per vii. A l'esquerra es mostren els dies de la setmana en nombres romans i a la dreta el rang d'hores de funcionament, des de l'apertura fins al tancament (per exemple (veure la imatge de la dreta), el negoci obre de 10 a 19 h els dies feiners, de 10 a 17 h els dissabtes i tanca els diumenges).
- També es poden utilitzar numerals romans per numerar les plantes dels edificis[15][16] (per exemple, els apartaments del centre d'Amsterdam estan indicats amb un número aràbic per al bloc o casa i un número romà per a la planta (138-iii); la planta baixa d'un edifici està indicat com 138-huis).
- A Itàlia, on els camins situats fora de les zones urbanes tenen fites, les principals carreteres i autopistes es marquen les subdivisions de 100 metres utilitzant els nombres romans de i a ix (per exemple, ix | 17 marca el quilòmetre 17,9).

Una notable excepció a l'ús de nombres romans a Europa és a Grècia, on els nombres grecs (basats en l'alfabet grec) s'utilitzen generalment en contextos on els nombres romans s'utilitzen normalment en altres països.

## Notació moderna

### Patró decimal bàsic
Tot i que en textos antics s'usaven de vegades lletres minúscules per representar els nombres romans, en l'actualitat els nombres romans s'escriuen només amb forma majúscula. L'única excepció són els nombres romans usats per numerar apartats o elements d'una llista, que s'escriuen sovint amb minúscules.
Cal tenir en compte que la numeració romana, en no ser un sistema posicional, no requereix el zero (0). Per als romans, els conceptes «cap» (nulla) o «res» (nihil) no eren considerats com un valor, i no van ser representats en la numeració romana com a zero. Per aquest motiu, els romans desconeixien el zero, que va ser introduït a Europa posteriorment amb la numeració aràbiga.
Per a la notació moderna dels nombres romans s'utilitzen els símbols
| Símbol | I | V | X  | L  | C   | D   | M    |
| Valor  | 1 | 5 | 10 | 50 | 100 | 500 | 1000 |

que es combinen entre ells per a expressar nombres seguint les següents regles:
- 1. Els números es llegeixen d'esquerra a dreta començant pels símbols amb major valor, o conjunt de símbols de més valor.
- 2. Un símbol seguit d'un altre d'igual o inferior valor, se sumen (per exemple, xi = 10+1 = 11), mentre que si està seguit d'un altre de més valor, ambdós símbols formen un conjunt en el qual s'ha de restar el valor del símbol més gran del valor del símbol més petit (per exemple, ix = [1-10] → 10-1 = 9)
- 3. La unitat (i) i els números amb base 10 (x, c i m) només es poden repetir fins a 3 vegades consecutives com sumands (per exemple, 400 s'escriu cd, no cccc).
- 4. Els números amb base 5 (v, l i d), no es poden repetir, ja que la suma d'aquests dos símbols té representació amb algun dels símbols anteriors (per exemple, 9 s'escriu ix, no viv).
- 5. La unitat i els símbols de base 10 poden estar restant (abans d'un símbol de major valor), però amb les següents normes:
  - 1. només poden aparèixer restant sobre els símbols amb base 5 i 10 de valor immediatament superiors, però no d'altres amb valors més alts (per exemple, iv i ix, però no il i ic).
  - 2. en el cas d'estar restant, no poden repetir-se (per exemple, 30 s'escriu xxx, no xxl).
  - 3. no poden estar sumant i restant alhora (per exemple, 100 s'escriu c, no xcx).
  - 4. no es poden combinar dos símbols d'unitat i de base 10 per a restar (per exemple, 39 s'escriu xxxix, no ixl).
- 6. Els símbols amb base 5 no poden utilitzar-se per restar (per exemple, 45 s'escriu xlv, no vl).

#### Exemples de combinacions

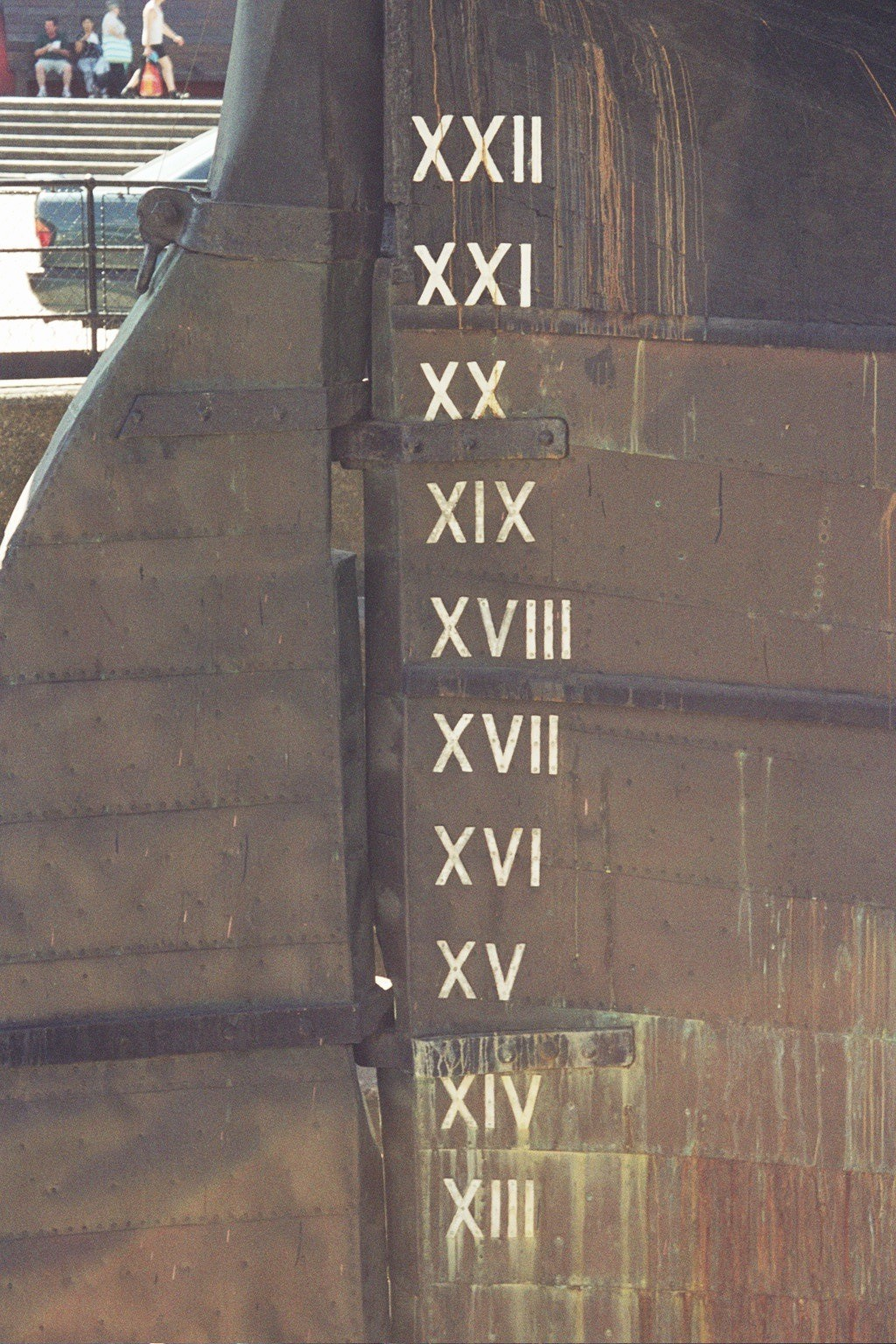
Nombres romans a la popa del Cutty Sark.

El patró original per als números romans va utilitzar els símbols i, v i x (1, 5 i 10) com a simples marques a pals de recompte. S'afegien marques de valor 1 (i) fins a 5 (v), i després s'afegia v per escriure els números del 6 al 9:
| Símbol | I | II | III | IIII | V | VI | VII | VIII | VIIII | X  |
| Valor  | 1 | 2  | 3   | 4    | 5 | 6  | 7   | 8    | 9     | 10 |

Els números per 4 (iiii) i 9 (viiii) van resultar problemàtics (entre altres coses, es confonen fàcilment amb iii i viii), i generalment són substituïts per iv (resta 1 a 5) i ix (resta 1 a 10). Aquesta característica dels nombres romans es diu notació substractiva. Els números de l'1 al 10 (incloent la notació subtractiva per a 4 i 9) s'expressen en numerals romans de la manera següent:
| Símbol | I | II | III | IV | V | VI | VII | VIII | IX | X  |
| Valor  | 1 | 2  | 3   | 4  | 5 | 6  | 7   | 8    | 9  | 10 |

El sistema decimal (desenes i centenes) segueixen el mateix patró. Així, del 10 al 100 (comptant en desenes, amb x prenent el lloc de i, l prenent el lloc de v i c prenent el lloc de x), expressem els numerals de la manera següent:
| Símbol | X  | XX | XXX | XL | L  | LX | LXX | LXXX | XC | C   |
| Valor  | 10 | 20 | 30  | 40 | 50 | 60 | 70  | 80   | 90 | 100 |

S'ha de tenir en compte que 40 (xl, resta 10 a 50) i 90 (xc, resta 10 a 100) segueixen el mateix patró substractiu que iv (4) i ix (9).
De la mateixa manera, del 100 al 1000 (comptant en centenes):
| Símbol | C   | CC  | CCC | CD  | D   | DC  | DCC | DCCC | CM  | M    |
| Valor  | 100 | 200 | 300 | 400 | 500 | 600 | 700 | 800  | 900 | 1000 |

De nou, 400 (cd, resta 100 a 500) i 900 (cm, resta 100 a 1000) segueixen el patró substractiu.
A falta d'un símbol estàndard per a 5.000 i 10.000, el patró desapareix en aquest punt. En l'ús modern m (1000) es repeteix fins a tres vegades. Els romans tenien diversos mètodes diferents per indicar nombres més grans (vegeu l'apartat Nombres grans), però per a propòsits pràctics, els numerals romans per a números majors de 3.000 són rarament utilitzats en l'actualitat.
| Símbol | M    | MM   | MMM  |
| Valor  | 1000 | 2000 | 3000 |

Molts nombres inclouen centenes, desenes i unitats. El sistema numèric romà és bàsicament decimal, cada potència de deu s'afegeix en seqüència descendent d'esquerra a dreta, com en els nombres aràbics. Per exemple:
- 39 = 30 + 9 = XXX + IX = xxxix
- 246 = 200 + 40 + 6 = CC + XL + VI = ccxlvi
- 421 = 400 + 20 + 1 = CD + XX + I = cdxxi

Com que cada potència de deu (o «lloc») té la seva pròpia notació, no hi ha necessitat de mantenir els zeros, de manera que s'ignoren els «llocs desapareguts», així:
- 160 = clx
- 207 = ccvii
- 1066 = mlxvi[18][19]

Els nombres romans per a grans quantitats es veuen avui dia principalment en forma de números d'any (altres usos es detallen en aquest article), com en aquests exemples:
- 1776 = 1000 + 700 + 70 + 6 = M + DCC + LXX + VI = mdcclxxvi
- 1954 = 1000 + 900 + 50 + 4 = M + CM + L + IV = mcmliv
- 1990 = 1000 + 900 + 90 = M + CM + XC = mcmxc
- 2014 = 2000 + 10 + 4 = MM + X + IV = mmxiv
- L'any actual (2025) és mmxxv.

#### Exemples de combinacions incorrectes
A continuació apareixen alguns exemples de nombres no vàlids en la notació moderna del sistema de numeració romana i la regla que incompleixen:
| Incorrecte | Correcte | Valor | Motiu                                                                     |
| ---------- | -------- | ----- | ------------------------------------------------------------------------- |
| vl         | xlv      | 45    | Símbol amb base 5 restant [6]                                             |
| vd         | cdxcv    | 495   | Símbol amb base 5 restant [6]                                             |
| ld         | cdl      | 450   | Símbol amb base 5 restant [6]                                             |
| iiii       | iv       | 4     | Més de tres repeticions [3]                                               |
| viv        | ix       | 9     | Símbol amb base 5 repetint [4]                                            |
| xxxx       | xl       | 40    | Més de tres repeticions [3]                                               |
| lxl        | xc       | 90    | Símbol amb base 5 repetint [4]                                            |
| cccc       | cd       | 400   | Més de tres repeticions [3]                                               |
| dcd        | cm       | 900   | Símbol amb base 5 repetint [4]                                            |
| ixx        | xix      | 19    | Símbol I o amb base decimal restant un símbol de valor molt més alt [5.1] |
| xcc        | cxc      | 190   | Símbol I o amb base decimal restant un símbol de valor molt més alt [5.1] |
| cmm        | mcm      | 1900  | Símbol I o amb base decimal restant un símbol de valor molt més alt [5.1] |
| ixvi       | xv       | 15    | Símbol I o amb base decimal restant un símbol de valor molt més alt [5.1] |
| xclx       | cl       | 150   | Símbol I o amb base decimal restant un símbol de valor molt més alt [5.1] |
| cmdc       | md       | 1500  | Símbol I o amb base decimal restant un símbol de valor molt més alt [5.1] |
| ivi        | v        | 5     | Símbol I o amb base decimal sumant i restant alhora [5.3]                 |
| xlx        | l        | 50    | Símbol I o amb base decimal sumant i restant alhora [5.3]                 |
| cdc        | d        | 500   | Símbol I o amb base decimal sumant i restant alhora [5.3]                 |
| ixi        | x        | 10    | Símbol I o amb base decimal sumant i restant alhora [5.3]                 |
| xcx        | c        | 100   | Símbol I o amb base decimal sumant i restant alhora [5.3]                 |
| cmc        | m        | 1000  | Símbol I o amb base decimal sumant i restant alhora [5.3]                 |
| iiv        | iii      | 3     | Símbol I o amb base decimal repetit restant [5.2]                         |
| xxl        | xxx      | 30    | Símbol I o amb base decimal repetit restant [5.2]                         |
| ccd        | ccc      | 300   | Símbol I o amb base decimal repetit restant [5.2]                         |
| iix        | viii     | 8     | Símbol I o amb base decimal repetit restant [5.2]                         |
| xxc        | lxxx     | 80    | Símbol I o amb base decimal repetit restant [5.2]                         |
| ccm        | dccc     | 800   | Símbol I o amb base decimal repetit restant [5.2]                         |
| il         | xlix     | 49    | Símbol I o amb base decimal restant un símbol de valor molt més alt [5.1] |
| ic         | xcix     | 99    | Símbol I o amb base decimal restant un símbol de valor molt més alt [5.1] |
| id         | cdxcix   | 499   | Símbol I o amb base decimal restant un símbol de valor molt més alt [5.1] |
| im         | cmxcix   | 999   | Símbol I o amb base decimal restant un símbol de valor molt més alt [5.1] |
| xd         | cdxc     | 490   | Símbol I o amb base decimal restant un símbol de valor molt més alt [5.1] |
| xm         | cmxc     | 990   | Símbol I o amb base decimal restant un símbol de valor molt més alt [5.1] |
| xil        | xli      | 41    | Símbols I o amb base 10 combinats i restant [5.4]                         |
| ixl        | xxxix    | 39    | Símbols I o amb base 10 combinats i restant [5.4]                         |
| cxd        | cdx      | 410   | Símbols I o amb base 10 combinats i restant [5.4]                         |
| xcd        | cccxc    | 390   | Símbols I o amb base 10 combinats i restant [5.4]                         |

### Formes alternatives

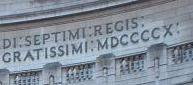
Una inscripció a l'Arc de l'Almirallat, Londres. En aquest cas, 1910 es representat per en lloc de

Les formes «estàndard» o «notació moderna» descrites anteriorment reflecteixen l'ús modern típic i no una convenció invariable i universalment acceptada. L'ús a l'antiga Roma va variar molt i va romandre inconsistent durant l'època medieval. Encara no hi ha cap estàndard oficial «vinculant», que fa que les elaborades «regles» utilitzades en algunes fonts distingeixin formes «correctes» i «incorrectes» molt problemàtiques.
- Les inscripcions «clàssiques» (aquelles datades de l'època romana) usaven a vegades iiii (4) en comptes de iv. També es veuen altres formes «additives», com ara viiii (9) per ix, encara que són més rares. Els números de les portes del Colosseu, per exemple, iv és evitat sistemàticament a favor de iiii, i s'apliquen altres «subtractius» de manera que la porta 44 està etiquetada xliiii i la porta 49 és la xlix.
- Els rellotges que utilitzen els números romans per a les marques horàries normalment mostren iiii per al 4 (però ix per al 9), una pràctica que es remunta a rellotges molt primerencs com el rellotge de la catedral de Wells de finals del segle xiv.[21][22][23] Tanmateix, això no és universal (per exemple, el rellotge del Palau de Westminster, el Big Ben, utilitza el iv).[22]
- De vegades, s'utilitza xiix o iixx per 18 en comptes de xviii. La paraula llatina per a «divuit» sovint es representa com l'equivalent a «dos menys de vint» (duodeviginti) que pot ser la font d'aquest ús.
- Les formes estàndard per a 98 i 99 són xcviii i xcix, però aquests es representen ocasionalment com iic i ic,[24] potser pel duodecentum i undecentum llatí (dos menys de cent / u menys de cent) .
- De vegades, v i l no s'utilitzen (com per exemple, iiiiii i xxxxxx en comptes de vi o lx.[25][26]

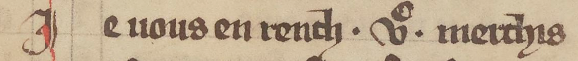
Extracte d'un text de la Biblioteca Nacional de França. El nombre 500 es representat com ^{} en lloc de

- La majoria dels nombres no estàndard que no apareixen descrits anteriorment (com ara vxl (45) en comptes del xlv estàndard), són moderns i poden ser deguts a l'error en comptes de ser un ús genuí de variants. A principis del segle xx, diverses representacions de 900 (convencionalment cm) van aparèixer en diverses dates inscrites (per exemple, 1910 es mostra a l'Arc de l'Almirallat, a Londres, com mdccccx en comptes de mcmx, mentre que a l'entrada nord del Museu d'Art de Saint Louis, 1903 està inscrit mdcdiii en lloc de mcmiii).[28]
- Hi ha alguns exemples dels números de l'any després de 1000 escrits com a dos números romans, per exemple 1613 com xvixiii, corresponent a la lectura comuna «setze - tretze» d'aquests números d'anys en anglès, o 1519 com xvcxix com en el francès «quinze (vegades) cent - dinou», i lectures similars en altres llengües.[29]
- En alguns textos francesos del segle xv i posteriors es troben construccions com iiiixxxix per a 99, que reflecteixen la lectura francesa d'aquest nombre com «quatre-vingt-dix-neuf» (quatre (vegades) vint - dinou).[29] De la mateixa manera, en alguns documents anglesos es troba, per exemple, 77 escrit com iiixxxvii (que es podria llegir «tres (vegades) vint - disset»).[30]
- En un text medieval de comptabilitat de 1301 apareixen números com 13.573 escrits com xiii.m.v.c.iii.xx.xiii, és a dir, (13 × 1000) + (5 × 100) + (3 × 20) + 13.[31]
- De vegades s'han escrit 5 i 50 com iiiii i xxxxx en lloc de v i l, i també iiiiii i xxxxxx en lloc de vi o lx.[32][33]

### Nombres grans
S'ha desenvolupat diversos sistemes per a l'expressió de nombres més grans que no es poden expressar convenientment utilitzant els símbols normals de set lletres utilitzats per als nombres romans convencionals.

#### Apostrophus

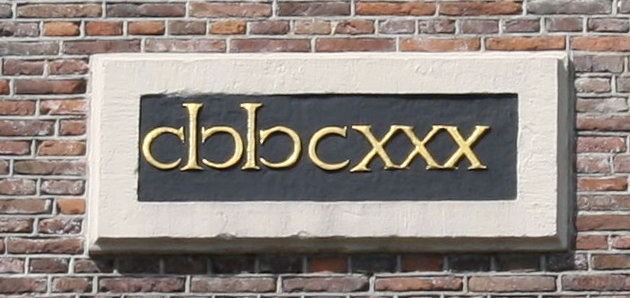
«1630» a l'església Westerkerk (Amsterdam), amb la data expressada en notació amb apostrophus

Un d'aquests sistemes d'expressió és l'apostrophus, en el qual 500 (escrit normalment d) s'escriu |ɔ, mentre que 1000 s'escriu c|ɔ (en lloc de m). Es tracta d'un sistema de numeració per denotar nombres milers que té els seus orígens en l'ús numèric etrusc. Els d i m utilitzats per representar 500 i 1000 eren probablement derivats de |ɔ i c|ɔ, respectivament, i posteriorment van influir en les adopcions de d i m en els nombres romans convencionals.
En aquest sistema s'afegeixen ɔ (ɔ per denotar +500; ɔɔ per denotar +5.000; ɔɔɔ per denotar +50.000, etc).
Per exemple:
|                | c\|ɔ = 1.000  | cc\|ɔɔ = 10.000   | ccc\|ɔɔɔ = 100.000    |
| -------------- | ------------- | ----------------- | --------------------- |
| \|ɔ = 500      | c\|ɔɔ = 1.500 | cc\|ɔɔɔ = 10.500  | ccc\|ɔɔɔɔ = 100.500   |
| \|ɔɔ = 5.000   |               | cc\|ɔɔɔɔ = 15.000 | ccc\|ɔɔɔɔɔ = 105.000  |
| \|ɔɔɔ = 50.000 |               |                   | ccc\|ɔɔɔɔɔɔ = 150.000 |

Aquesta notació es pot utilitzar de manera additiva (per exemple c|ɔ|ɔcxx = c|ɔ + |ɔ + c + xxx = 1000 + 500 + 100 + 30 = 1630), però no de manera substractiva (per exemple, 4000 no s'escriu m|ɔɔ (5000 - 1000)).
De vegades, c|ɔ (1000) es va reduir a ↀ (sovint, s'ha acreditat a John Wallis la introducció del símbol de l'infinit (∞) i es creu que es va basar en el símbol ↀ, ja que 1000 s'utilitzava per a representar nombres molt grans). De la mateixa manera, |ɔɔ (5.000) es va reduir a ↁ; i cc|ɔɔ (10.000) a ↂ.

#### Vinculum

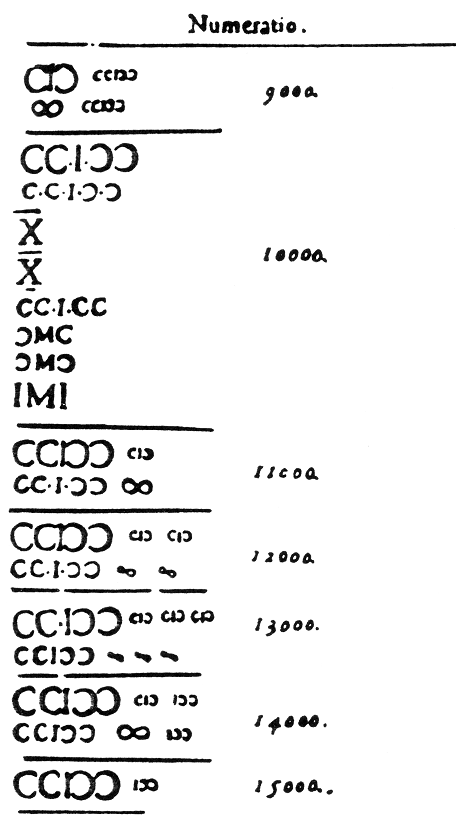
Pàgina d'un manual del, que mostra una barreja de nombres romans amb apostrophus i vinculum (vegeu, en particular, les maneres d'escriure 10.000)

Un altre sistema és el vinculum, on un nombre romà convencional es multiplica per 1.000 afegint una línia sobre el nombre. Encara que l'historiador matemàtic David Eugene Smith disputa que això ja s'usava a l'antiga Roma, aquesta notació s'utilitzava sovint a l'Edat Mitjana com a forma convenient i «convencional» d'expressar nombres superiors a 3.999 en números romans.
| Nombre romà | Nombre decimal |
| ----------- | -------------- |
| v           | 5.000          |
| x           | 10.000         |
| l           | 50.000         |
| c           | 100.000        |
| d           | 500.000        |
| m           | 1.000.000      |
Exemples:
- iv = 4 x 1.000 = 4.000
- xvdx = (10 x 1.000) + (5 x 1.000) + 500 + 10 = 10.000 + 5.000 + 500 + 10 = 15.510
- xxv = (10 x 1.000) + (10 x 1.000) + (5 x 1.000) = 10.000 + 10.000 + 5.000 = 25.000

A vegades, l'epigrafia llatina afegeixen línies verticals (o claudàtors) abans i després del nombre (almenys fins a l'Edat mitjana tardana) per multiplicar un nombre romà per 100 (per exemple, |m| (1000 x 100 = 100.000) en comptes de c). La combinació de línies verticals amb el vinculum es pot utilitzar per augmentar el multiplicador:
- |viii| = (8 x 1.000) x 100 = 8.000 x 100 = 800.000
- |xx| = (20 x 1.000) x 100 = 20.000 x 100 = 2.000.000

Així, un fragment de Fasti Ostienses descobert l'any 1941 publica la xifra del cens d'August i Tiberi de l'any 14 de la següent manera: C S C R K {\displaystyle {\overline {\mathrm {|XXXXI|} }}}DCCCC (Censa Sunt Civium Romanorum Kapitum quadragies semel centum milia DCCCC; Són censats els ciutadans romans quaranta-una vegades cent mil nou-cents caps (4.100.900)). Aquesta representació també és coherent amb el qual Plini el Vell escriu en la seva Història Natural : «Non erat apud antiquos numerus ultra centum millia : itaque et hodie multiplicantur haec, ut decies centena millia, aut saepius dicantur» (Els antics no tenien cap nombre més enllà de cent mil; també avui encara comptem en múltiples de cent mil, i diem deu vegades cent mil, o més).
No hi ha format per nombres amb un valor de més envergadura, de manera que de vegades s'utilitza un doble vinculum o un subratllat més un vínculum per indicar que la multiplicació es realitza per un milió (per exemple, x o x (10 x 1.000 x 1.000 = 10.000.000)). Cal distingir-se del costum d'afegir el subratllat i el vínculum a un número romà simplement per deixar clar que és un número (per exemple, mcmlxvii (1967)).

#### Per abreviatures
La grafia •m (M precedit d'un punt volat) indica el factor multiplicador (x 1.000). Per exemple:
- i•m = 1 x 1.000= 1.000
- v•m = 5 x 1.000 = 5.000
- x•m = 10 x 1.000 = 10.000

### Zero
El número zero no té el seu propi número romà; els romans coneixien expressions lingüístiques per «cap» (nulla) i «res» (nihil), però no tenien cap nombre ni cap terme matemàtic per al valor numèric «zero». Per a representar aquesta absència d'un nùmero a l'àbac romà, es deixava buida la columna corresponent; en els càlculs escrits, de vegades es caracteritzava per una línia horitzontal, de vegades combinada amb un petit cercle.
La paraula nulla va ser utilitzada pels erudits medievals en lloc de 0. Dionís l'Exigu era conegut per utilitzar nulla juntament amb els nombres romans el 525. Al voltant de 725, Beda o un dels seus companys va utilitzar la lletra n, la inicial de nulla o nihil, en una taula d'epacta, tot escrit en xifres romanes.

### Fraccions
Tot i que els romans empraven un sistema decimal de numeració per als nombres enters que reflectia la manera de dir en llatí, per a les fraccions empraven un sistema duodecimal. Un sistema basat en dotzens (12 = 3 × 2 × 2) permet gestionar fraccions comunes com 1/3 i 1/4 amb més facilitat que un sistema basat en dècims (10 = 2 × 5). Moltes monedes romanes (el seu valor era una fracció duodecimal de la unitat), mostraven una notació basada en meitats i dotzens. Un punt • indicava una uncia (un dotzè), l'origen etimològic de la paraula unça; i els punts es concatenaven per representar fraccions de fins a cinc dotzens. Sis dotzens (un mig) s'abreviaven amb la lletra S (per semis, meitat). Per fraccions entre 7/12 i 11/12 s'afegien punts uncia de la mateixa manera que s'afegeixen traços verticals a la v per indicar nombres enters entre sis i nou.
Cadascuna d'aquestes fraccions tenia un nom (que era el mateix que el de la moneda corresponent), que eren:
| Fracció     | Nombre romà   | Nom (nominatiu i genitiu)                | Significat                                                                    | Moneda |
| ----------- | ------------- | ---------------------------------------- | ----------------------------------------------------------------------------- | ------ |
| 1/12        | •             | uncia, unciae                            | unça (un dotzè)                                                               |        |
| 2/12 = 1/6  | •• o :        | sextans, sextantis                       | sisè (dos dotzens)                                                            |        |
| 3/12 = 1/4  | ••• o ∴       | quadrans, quadrantis                     | quart (tres dotzens)                                                          |        |
| 4/12 = 1/3  | •••• o ::     | triens, trientis                         | terç (quatre dotzens)                                                         |        |
| 5/12        | ••••• o :•:   | quincunx, quincuncis                     | cinc dotzens (quinque unciae → quincunx)                                      |        |
| 6/12 = 1/2  | S             | semis, semissis                          | meitat (sis dotzens)                                                          |        |
| 7/12        | S•            | septunx, septuncis                       | set dotzens(septem unciae → septunx)                                          |        |
| 8/12 = 2/3  | S•• o S:      | bes, bessis                              | doble (s'entén com el doble d'un terç)                                        |        |
| 9/12 = 3/4  | S••• o S:•    | dodrans, dodrantis o nonuncium, nonuncii | menys un quart (de-quadrans → dodrans) o nou dotzens (nona uncia → nonuncium) |        |
| 10/12 = 5/6 | S•••• o S::   | dextans, dextantis o decunx, decuncis    | menys un sisè (de-sextans → dextans) o deu dotzens (decem unciae → decunx)    |        |
| 11/12       | S••••• o S:•: | deunx, deuncis                           | menys una unça (de-uncia → deunx)                                             |        |
| 12/12 = 1   | I             | as, assis                                | (unitat)                                                                      |        |

La disposició dels punts era variable i no necessàriament lineal. La figura formada per cinc punts disposats com a la cara d'un dau (:•:) es denomina quincunci pel nom de la fracció i moneda romana. Les paraules llatines sextans i quadrans són l'origen de les paraules sextant i quadrant.
Aquestes són altres fraccions romanes:
| Fracció | Nombre romà | Nom (nominatiu i genitiu)                           | Significat                              |
| ------- | ----------- | --------------------------------------------------- | --------------------------------------- |
| 1/8     | Σ•, £• o Є• | sescuncia, sescunciae                               | 1½ uncia (de sesqui (un i mig) + uncia) |
| 1/24    | Σ, £ o Є    | semuncia, semunciae                                 | ½ uncia (de semi (mig) + uncia)         |
| 1/36    | ƧƧ          | binae sextulae, binarium sextularum duella, duellae | dues sextula                            |
| 1/48    | Ɔ           | sicilicus, sicilici                                 | de sicilici (petita falç)               |
| 1/72    | Ƨ           | sextula, sextulae                                   | de sextula (sisè petit)                 |
| 1/144   | ƻ           | dimidia sextula, dimidiae sextulae                  | mitja sextula                           |
| 1/288   | ℈           | scripulum, scripuli                                 | diminutiu de scripu (pedra punxeguda)   |
| 1/1728  | »           | siliqua, siliquae                                   | de ceratonia siliqua (garrofer)         |

### El 4 en els rellotges
És comú veure en molts rellotges l'ús de iiii per al número 4 en lloc del iv.

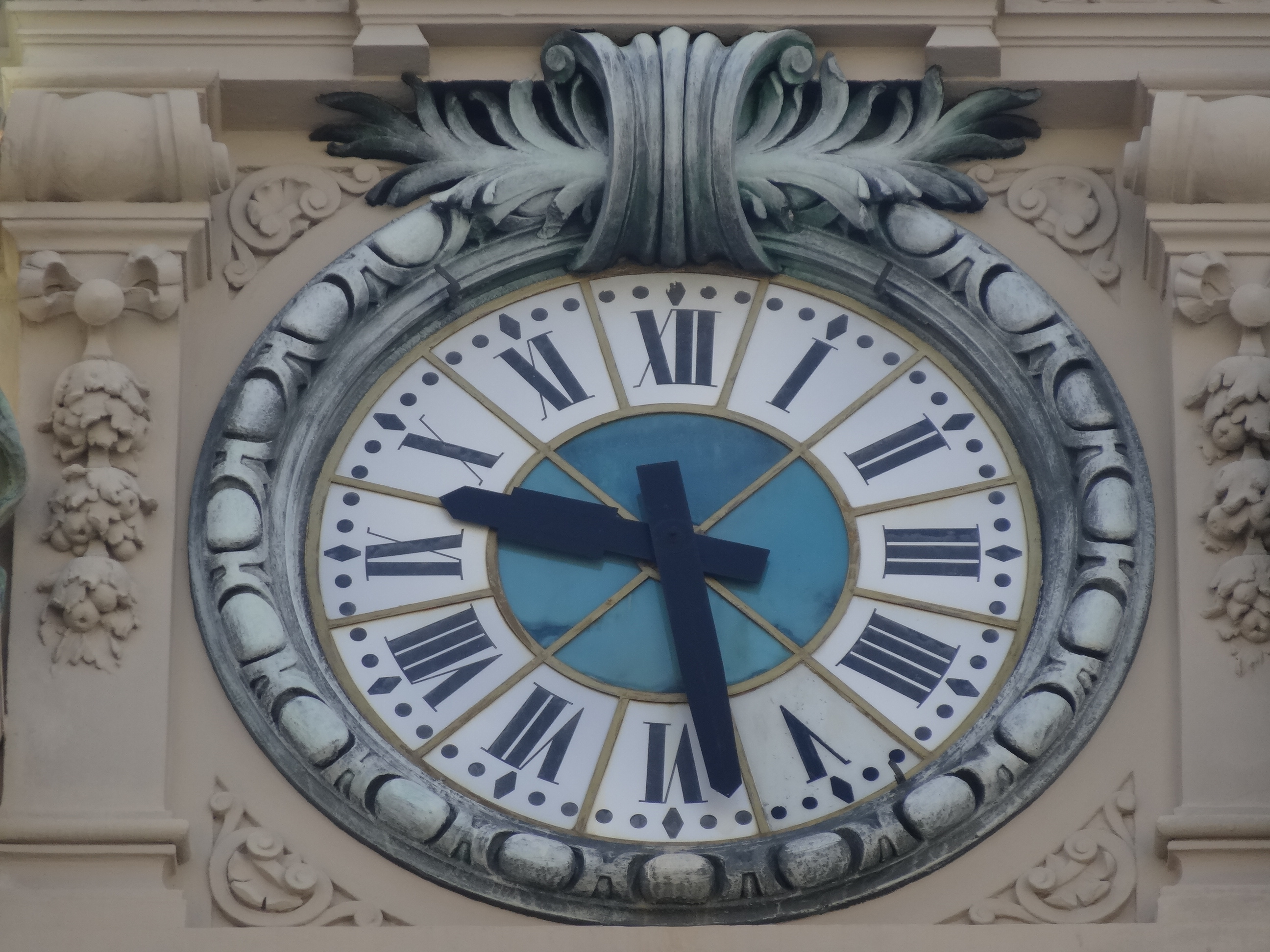
Rellotge del Casino de Montecarlo (Mònaco)

El sistema de numeració romana, derivat del que empraven els etruscos, inicialment es basava en el mètode additiu (per exemple, i + i = ii, v + i = vi, ii + ii = iiii). En passar el temps es va començar a utilitzar el mètode substractiu en el qual el nombre anterior resta seva quantitat al següent (d'aquesta manera, en lloc d'escriure 4 com la suma de 2 més 2 (iiii) va passar a escriure com la resta de 5 menys 1 (iv).
Malgrat el canvi, en molts rellotges es va seguir utilitzant el iiii. Algunes de les suposades raons per les que això ha estat així són:
- En 1370, un rellotger suís va rebre l'encàrrec de realitzar un rellotge que es col·locaria a la torre del Palau Reial de França, i al lliurar-lo el rei Carles V li va recriminar haver representat el 4 com iv. El rellotger va assenyalar que era així com s'escrivia, però Carles V va respondre enfadat: «El Rei no s'equivoca». El rellotger va haver de canviar la representació del 4 per iiii i des de llavors en tots els rellotges es va començar a representar així.
- En una altra versió de la història es diu que va ser el rellotger el que va cometre l'equivocació de representar el 4 com a iiii, i el rei va manar executar-lo per l'equivocació. Des de llavors, com a protesta pel fet i com a homenatge, tots els col·legues de professió van decidir utilitzar iiii en comptes de iv.
- També es diu que el iiii es manté per superstició. El iv correspon a les dues primeres lletres del déu romà Júpiter (IVPITER en llatí) i, per tant, el seu ús per a denominar a un nombre es podria considerar inadequat i blasfem.
- El conjunt iiii crea una simetria visual en l'esfera, ja que el símbol i és l'únic que apareix en les quatre primeres hores, v apareix les següents quatre hores, i x en les últimes quatre, proporcionant una simetria que es veuria alterada si es fes servir el iv.
- També per comoditat, ja que iv és més difícil de llegir donada la seva posició en l'esfera del rellotge, en quedar gairebé cap per avall (el número iv podria confondre amb el vi en aquesta posició).

## Aritmètica amb numeració romana

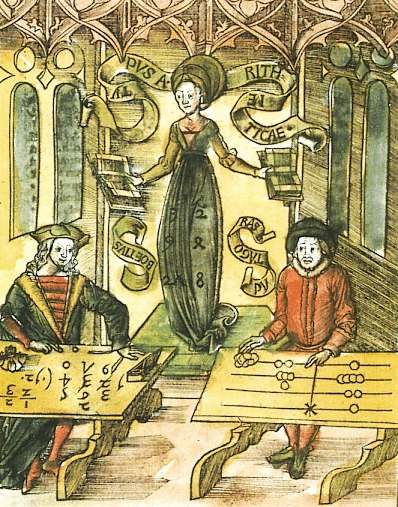
Tipus Arithmeticae, de l'enciclopèdia alemanya Margarita Philosophica (1504) de Gregor Reisch. Mentre Pitàgores (a la dreta) continua fent càlculs utilitzant nombres romans, Boeci (a l'esquerra) ja ha finalitzat per haver usat la nombres aràbics. A l'Edat Mitjana es creia que aquests homes eren els inventors d'una i altra forma de calcular

Totes les operacions aritmètiques realitzades amb numeració romana, al tractar-se d'un cas particular de numeració entera, poden ser descompostes en sumes i restes.

### Suma
Exemple: cxvi + xxiv (116 + 24)
| Pas | Descripció                              | Exemple                               |
| --- | --------------------------------------- | ------------------------------------- |
| 1   | Eliminar la notació substractiva        | iv → iiii                             |
| 2   | Concatenar els termes                   | cxvi + xxiiii → cxvixxiiii            |
| 3   | Ordenar els numerals de més a menys     | cxvixxiiii → cxxxviiiii               |
| 4   | Simplificar el resultat reduint símbols | iiiii → v; vv → x; cxxxviiiii → cxxxx |
| 5   | Afegir notació substractiva             | xxxx → xl                             |
| 6   | Solució                                 | cxl                                   |

Solució: cxl (140)
El primer pas descodifica les dades posicionals en una notació única, el que facilita la tasca aritmètica. Amb això, el segon pas, en tenir una notació únicament additiva pot entrar en funcionament. Després d'això, és necessària una reordenació, ja que els dos sumands mantenen les seves ordenacions respectives, el que no és problema en no estar present l'anotació substractiva. Un cop reordenats els símbols, s'agrupen i s'introdueix de nou la notació substractiva, aplicant les regles de numeració romana.

### Resta
Exemple: cxvi − xxiv (116 - 24)
| Pas | Descripció                                                                   | Exemple                                         |
| --- | ---------------------------------------------------------------------------- | ----------------------------------------------- |
| 1   | Eliminar la notació substractiva                                             | iv → iiii                                       |
| 2   | Eliminar els numerals comuns entre els termes                                | cxvi − xxiiii → cv − xiii                       |
| 3   | Expandir els numerals del primer terme fins que apareguin elements del segon | cv − xiii → lliiiii − xiii → lxxxxxiiiii − xiii |
| 4   | Repetir els passos 2 i 3 fins que el segon terme quedi buit                  | lxxxxxiiiii − xiii → lxxxxii                    |
| 5   | Afegir notació substractiva                                                  | lxxxxii → xcii                                  |
| 6   | Solució                                                                      | xcii                                            |

Solució: xcii (92)
Els matemàtics de l'època no utilitzaven aquesta notació per a les sumes o restes; utilitzaven àbacs romans, utilitzant així una notació posicional sense saber que es podria utilitzar per escriure nombres de manera permanent. També és possible que els usuaris d'aquest sistema haguessin après alguns resultats de memòria.

## Annex: Taula de conversió d'adjectius i adverbis numèrics llatins
| Nombres aràbics | Nombres romans | Nombres cardinals                       | Nombres ordinals                       | Nombres distributius                 | Adverbis numerals                |
| --------------- | -------------- | --------------------------------------- | -------------------------------------- | ------------------------------------ | -------------------------------- |
| 1               | I              | unus, una, unum (u)                     | primus, a, um (primer)                 | singuli, ae, a (cadascú)             | semel (una vegada)               |
| 2               | II             | duo, duae, duo                          | secundus, a, um / alter, altera, um    | bini, ae, a                          | bis                              |
| 3               | III            | tres, tria                              | tertius, a, um                         | terni (trini), ae, a                 | ter                              |
| 4               | IV             | quattuor                                | quartus                                | quaterni                             | quater                           |
| 5               | V              | quinque                                 | quintus                                | quini                                | quinquies                        |
| 6               | VI             | sex                                     | sextus                                 | seni                                 | sexies                           |
| 7               | VII            | septem                                  | septimus                               | septeni                              | septies                          |
| 8               | VIII           | octo                                    | octavus                                | octoni                               | octies                           |
| 9               | IX             | novem                                   | nonus                                  | noveni                               | novies                           |
| 10              | X              | decem                                   | decimus                                | deni                                 | decies                           |
| 11              | XI             | undecim                                 | undecimus                              | undeni                               | undecies                         |
| 12              | XII            | duodecim                                | duodecimus                             | duodeni                              | duodecies                        |
| 13              | XIII           | tredecim                                | tertius decimus                        | terni deni                           | ter decies                       |
| 14              | XIV            | quattuordecim                           | quartus decimus                        | quaterni deni                        | quater decies                    |
| 15              | XV             | quindecim                               | quintus decimus                        | quini deni                           | quindecies                       |
| 16              | XVI            | sedecim                                 | sextus decimus                         | seni deni                            | sedecies                         |
| 17              | XVII           | septem(n)decim                          | septimus decimus                       | septeni deni                         | septies decies                   |
| 18              | XVIII          | dŭŏdēvīginti                            | duodevicesimus                         | duodeviceni                          | octies decies                    |
| 19              | XIX            | undeviginti                             | undevicesimus                          | undeviceni                           | novies decies                    |
| 20              | XX             | viginti                                 | vicesimus                              | viceni                               | vicies                           |
| 21              | XXI            | unus, a, um et viginti (o) viginti unus | unus et vicesimus (o) vicesimus primus | singuli et viceni (o) viceni singuli | semel et vicies (o) vicies semel |
| 24              | XXIV           | viginti quattuor                        | vicesimus quartus                      | viceni quaterni                      | vicies quater                    |
| 28              | XXVIII         | duodetriginta (o) viginti octo          | duodetricesimus (o) vicesimus octavus  | duodetriceni                         | duodetricies                     |
| 29              | XXIX           | undetriginta (o) viginti novem          | undetricesimus (o) vicesimus nonus     | undetriceni                          | undetricies                      |
| 30              | XXX            | triginta                                | tricesimus                             | triceni                              | tricies                          |
| 40              | XL             | quadraginta                             | quadragesimus                          | quadrageni                           | quadragies                       |
| 50              | L              | quinquaginta                            | quinquagesimus                         | quinquageni                          | quinquagies                      |
| 60              | LX             | sexaginta                               | sexagesimus                            | sexageni                             | sexagies                         |
| 70              | LXX            | septuaginta                             | septuagesimus                          | septuageni                           | septuagies                       |
| 80              | LXXX           | octoginta                               | octogesimus                            | octogeni                             | octogies                         |
| 90              | XC             | nonaginta                               | nonagesimus                            | nonageni                             | nomagies                         |
| 100             | C              | centum                                  | centesimus                             | enteni                               | centies                          |
| 200             | CC             | ducenti, ae, a                          | duecentesimus                          | dueceni                              | duecenties                       |
| 300             | CCC            | trecenti, ae, a                         | trecentesimus                          | treceni                              | trecenties                       |
| 400             | CD             | quadringenti                            | quadrigentesimus                       | quadringeni                          | quadringenties                   |
| 500             | D              | quingenti                               | quingentesimus                         | quingeni                             | quingenties                      |
| 600             | DC             | sescenti                                | sescentesimus                          | sesceni                              | sescenties                       |
| 700             | DCC            | septigenti                              | septigentesimus                        | septigeni                            | septigenties                     |
| 800             | DCCC           | octingenti                              | octingentesimus                        | octingeni                            | octingenties                     |
| 900             | CM o DCCCC     | nongenti                                | nongentesimus                          | nongeni                              | nongenties                       |
| 1000            | M              | mille                                   | millesimus                             | singula milia (o) millia             | millies                          |
| 2000            | MM             | duo milia (o) millia                    | bis millesimus                         | bina milia (o) millia                | bis milies                       |
| 9000            | IX             | novem milia (o) millia                  | novies millesimus                      | novena milia (o) millia              | novies milies (o) millia         |
| 100.000         | CCCIɔɔɔ o C    | centum milia (o) millia                 | centies millesimus                     | centena milia (o) millia             | centies milies                   |
| 800.000         | VIII           | octies centum milia                     | octogies millesimus                    | octies centena milia (o) millia      | octies centies milies            |
| 1.000.000       | CCCCIɔɔɔɔ o X  | decies centum milia (o) millia          | decies centies millesimus              | decies centena milia                 | decies centies milies            |
| 2.000.000       | XX             | vicies centum milia                     | vicies centies millesimus              | vicies centena milia                 | vicies centies milies            |